# Bistum Edmundston
Das Bistum Edmundston (lateinisch Dioecesis Edmundstonensis, französisch Diocèse d’Edmunston, englisch Diocese of Edmunston) ist eine in Kanada gelegene römisch-katholische Diözese mit Sitz in Edmundston.

## Geschichte
Das Bistum Edmundston wurde am 16. Dezember 1944 durch Papst Pius XII. aus Gebietsabtretungen des Bistums Bathurst errichtet und dem Erzbistum Moncton als Suffraganbistum unterstellt.

## Bischöfe von Edmundston
- 1945–1948 Marie-Antoine Roy OFM
- 1949–1970 Joseph-Roméo Gagnon
- 1970–1983 Fernand Lacroix CIM
- 1983–1993 Gérard Dionne
- 1993–2009 François Thibodeau CIM
- 2009–0000 Claude Champagne OMI